# USS Hancock (CV-19)
USS Hancock (CV-19) byla letadlová loď Námořnictva Spojených států, která působila ve službě v letech 1944–1976. Jednalo se o jedenáctou postavenou jednotku třídy Essex (třetí ve verzi s dlouhým trupem).
Původně byla pojmenována jako USS Ticonderoga. Její stavba byla zahájena 26. ledna 1943 v loděnici Fore River Shipyard v Quincy v Massachusetts. Na USS Hancock, podle Johna Hancocka, byla přejmenována 1. května 1943. K jejímu spuštění na vodu došlo 24. ledna 1944, do služby byla zařazena 15. dubna 1944. Zúčastnila se operací druhé světové války v Tichém oceánu, nedlouho po jejím skončení však byla v roce 1947 odstavena do rezerv. V letech 1951–1954 podstoupila modernizaci SCB-27C a v roce 1952 byla překlasifikována na útočnou letadlovou loď CVA-19. Následně se vrátila do aktivní služby, brzy však absolvovala další modernizaci SCB-125, při níž v roce 1956 obdržela, mimo jiné, úhlovou letovou palubu. Ve druhé polovině 60. a v první polovině 70. let se zúčastnila války ve Vietnamu. Roku 1975 byla překlasifikována na víceúčelovou letadlovou loď s původním označením CV-19, 30. ledna 1976 však byla ze služby vyřazena a ještě téhož roku prodána do šrotu.